# Randers
Randers (dánsky  ˈʁɑnɐs) je město v Dánsku. Nachází se v regionu Midtjylland (Střední Jutsko), na Jutském poloostrově ve středním Dánsku. V roce 2025 mělo město 64 511 obyvatel.  Je to šesté největší město Dánska a leží na řece Gudenå, respektive na jejím ústí do Fjordu Randers. Samotné centrum města se nachází přibližně 10 km od Fjordu. Randers je jediným přirozeným říčním přístavem v Dánsku.

## Historie
Město bylo založeno ve 12. století, ale stopy osídlení zde byly patrné už v dobách vikingských. Ve středověku se tato oblast stala důležitým tržním a církevním centrem. Ve 13. století bylo město hned třikrát zničeno a znovu přestavěno. V dubnu roku 1340 se toto místo stalo centrem největších nepokojů v historii Dánska. Dánský šlechtic a národní hrdina Niels Ebbesen v té době zabil hraběte a tyrana Gerharda z Holštýnska. Následně ve stejném roce sám zemřel ve velké bitvě. Ebbesen má dodnes před Randerskou radnicí svou sochu.
Město bylo po většinu středověku opevněno, hradby zde však dnes už nenajdete, jediným znakem obranných zdí zůstaly už pouze názvy ulic. Po švédských válkách a moru se město začalo od poloviny 17. století opět rozvíjet hospodářsky. Byl rozšířen přístav, což zapříčinilo nárůst lodní dopravy. Začala výstavba zajímavých budov, mimo jiné i dnešní radnice. V dalších stoletích přišel velký rozmach průmyslu a zemědělství, dařilo se obchodu i rybolovu. Výborná obslužnost města po vodě i po zemi udělala z Randers důležité obchodní centrum.
Panorama města se začalo měnit v 19. století, kdy ve městě vyrostly velké továrny, na stroje, vlaky a rukavice. Vznikly tu také pivovary Thor, výroba známého piva tu však byla ukončena v roce 2003, ale značka Tor je stále s městem spojená. Ve městě dnes po sloučení přidružených menších obcí žije necelých 63 tisíc obyvatel.

## Pamětihodnosti

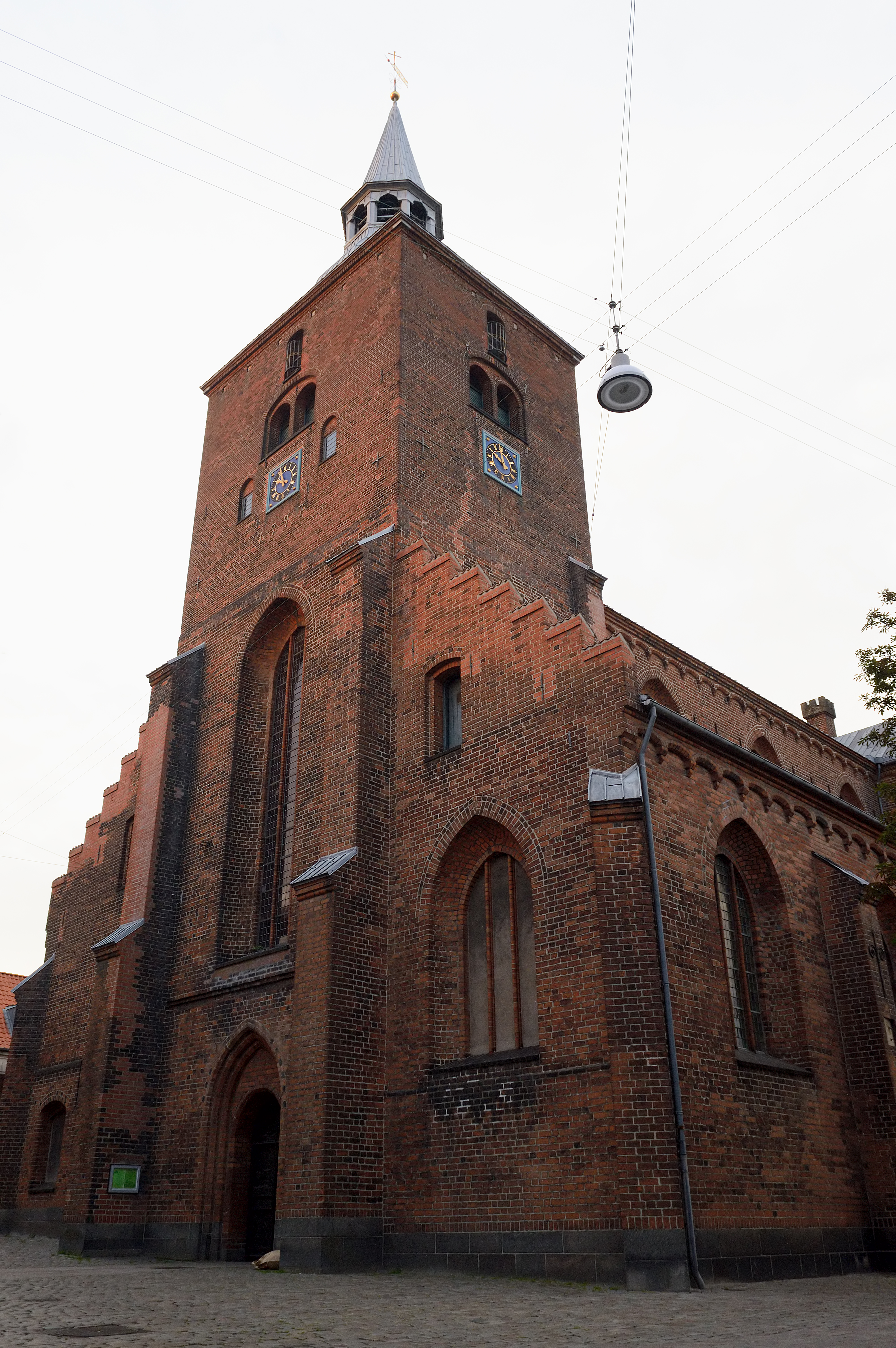
Kostel sv. Martina, Randers (St. Morten)

Při prohlídce města byste neměli opomenout navštívit Kostel St. Morten z roku 1490 a Chrám svatého ducha Helligåndshuset z roku 1510. Ve městě se dochovaly také některé středověké kupecké domy. Hlavní turistickou atrakcí je ale Randers Tropical Zoo a to především díky svému umělému deštnému pralesu, největšímu v severní Evropě. Najdete zde 350 odrůd rostlin a více než 175 druhům zvířat. 
Okolí Randers je obeseto rozmanitou krajinou. Úchvatné výhledy do údolí z kopců najdete podél tichých jezer a potoků kolem řeky Gudená, což je nejdelší dánská řeka, která protéká v posledních svých kilometrech městem a ústí do Raders Fjordu.

## Sport
Ve městě sídlí fotbalový klub Randers FC, který vyhrál v roce 2006 dánský fotbalový pohár. V roce 2021 se zúčastnilEvropská konferenční liga UEFA, kde hrál ve skupině s rumunským týmem CFR Kluž, nizozemským AZ Alkmaar a českým týmem FK Jablonec. Z této skupiny dokázal postoupit do jarní části konferenční ligy z druhého místa se 7 body a skóre 9:9. V metropoli kromě fotbalového týmu rovněž sídlí nejvyšší ragbyové, házenkářské a basketbalové kluby.

## Partnerská města
- Ålesund, Norsko
- Akureyri, Island
- Lahti, Finsko